# Козловский, Денис Анатольевич
Денис Анатольевич Козловский (бел. Дзяніс Анатолевіч Казлоўскі; род. 15 мая 1993, Бобруйск, Могилёвская область) — белорусский футболист, нападающий клуба «Макслайн».

## Карьера

### «Белшина»
Воспитанник бобруйской «Белшины». В 2010 году стал выступать в дублирующем составе клуба, где затем и закрепился как основной игрок. В 2013 году стал привлекаться к играм с основной командой. Дебютировал за бобруйский клуб 27 июля 2013 года в матче Кубка Беларуси против клуба «Смолевичи-СТИ», выйдя на замену на 79 минуте. Однако больше футболист за бобруйский клуб не сыграл.

### «Осиповичи»
В начале 2014 года стал игроком «Осиповичей» из Второй лиги. Дебютировал за клуб 27 апреля 2014 года в матче против калинковичской  «Вертикали». Свой дебютный гол забил 15 июня 2014 года в матче против рогачёвского «Днепра». Закрепился в основной команде. В сезоне 2015 года стал лучшим бомбардиром клуба с 12 голами, а также вторым в чемпионате. В общем за клуб провёл 47 матчей, в которых отличился 17 голами.

### «Локомотив» Гомель
В августе 2016 года перешёл в «Гомельжелдортранс» из Первой лиги. Дебютировал за клуб 14 августа 2016 года в матче против «Слонима», отличившись сразу же дебютным голом. В матче 2 октября 2016 года против «Орши» отличился дублем, благодаря которому принёс победу клубу. В своём дебютном сезоне закрепился в основной команде, став ключевым игроком. В сезоне 2017 года весь сезон был игроком замены и результативными действиями не отличился. Затем с сезоне 2018 года снова закрепился в основной команде, став лучшим бомбардиром клуба с 7 голами в чемпионате. В матче 9 ноября 2019 года против светлогорского «Химика» записал на свой счёт покер. Свой третий сезон за клуб провёл с еще более лучшей статистикой, в 27 отличился 12 голами и 2 результативными передачами. Сезон 2020 года начал с победы над светлогорским «Химиком», отличившись 2 забитыми голами и голевой передачей. По итогу сезона стал лучшим ассистентом клуба и вторым в чемпионате.
В 2021 году провёл свой самый лучший по результативности сезон. Свой первый матч сыграл 18 апреля 2021 года против «Крумкачей». Первым голом отличился 6 мая 2021 года против пинской «Волны». По ходу сезона футболист только продолжал набирать обороты. Сначала отличился дублем 23 июня 2021 года в Кубке Беларуси против «Ислочи», где второй гол футболист забил на последних минутах и сравнял счёт, а затем в серии пенальти вывел клуб в стадию 1/8 финала. В следующем матче 27 июня 2021 года против «Слонима» отличился хет-триком. Свой следующий хет-трик забил 17 июля 2021 года против петриковского «Шахтёра». С середины августа 2021 года по середину сентября 2021 года провёл голевую серию из 6 матчей, в которых забил 7 голов. Ёще один свой покер забил 23 октября 2021 года против «Лиды». По итогу сезона Первой лиги 2021 года стал лучшим бомбардиром с 29 голами, а также лучшим по системе гол+пас с 39 очками, однако с клубом смог занять только 6 место.

### «Шахтёр» Солигорск
В январе 2022 года перешёл в солигорский «Шахтёр», заключив контракт на 2 года. Новый сезон начал с поражения за Суперкубок Беларуси против борисовского БАТЭ. За клуб дебютировал 3 апреля 2022 года против могилёвского «Днепра». Свой первый гол забил 22 июня 2022 года в Кубке Беларуси против «Островца».

#### Аренда в «Гомель»
В июле 2022 года отправился в аренду в «Гомель» до конца сезона. Дебютировал за клуб 7 августа 2022 года в матче против дзержинского «Арсенала», выйдя на замену на 59 минуте, также отличившись дебютным голом на 84 минуте. По итогу сезона смог закрепиться в основной команде. Провёл за клуб 10 матчей, в которых отличился 2 голами и 3 результативными передачами. В декабре 2022 года покинул клуб по истечении срока арендного соглашения. В феврале 2023 года покинул солигорский «Шахтёр», расторгнув контракт по соглашению сторон.

### «Гомель»
В феврале 2023 года футболист перешёл в «Гомель», подписав с клубом контракт, рассчитанный на 2 года. Первый матч за клуб сыграл 25 февраля 2023 года за Суперкубок Беларуси, где с минимальным счётом уступили солигорскому «Шахтёру». Первый матч в чемпионате сыграл 18 марта 2023 года против борисовского БАТЭ. Первыми голами за клуб отличился 9 апреля 2023 года в матче против гродненского «Немана», оформив дубль. Футболист стал лучшим игроком 3 тура Высшей лиги. Также футболист стал лучшим игроком гомельского клуба по итогам апреля 2023 года. На протяжении сезона футболист был одним из ключевых игроков гомельского клуба, отличившись 9 забитыми голами и результативной передачей, тем самым став лучшим бомбардиром клуба. По итогу сезона вместе с клубом футболист завершил чемпионат на итоговом шестом месте.
Новый сезон за клуб футболист начал 17 марта 2024 года с матча против «Слуцка», выйдя на поле в стартовом составе. В июле 2024 года подписал контракт с «МЛ Витебск» и вышел с командой в высшую лигу. В сезоне-2025 провел 14 матчей и забил 2 гола. Вместе с Павлом Павлюченко и Русланом Лисаковичем принял участие во всех играх команды в 2025 году. 1 июля покинул клуб по соглашению сторон.
11 июля 2025 года стал игроком молдавского «Зимбру», который незадолго до того возглавил белорусский специалист Олег Кубарев.

## Достижения
Личные
- Лучший бомбардир Первой лиги 2021